# リュニティ
リュニティまたはリウニテ(Riunite)は、イタリアワインのブランドの1つである。1970年代から1980年代に盛んに宣伝され、"Riunite on ice, that's nice."というキャッチフレーズでも知られている。アメリカ合衆国では、ニューヨーク市のFrederick Wildman & Sons社によって、様々なフレーバーが輸入販売されている。

## 歴史
エミリア＝ロマーニャ州の9つのワイン生産者が1950年に、各々のワインの品質と生産者の利益の向上を目指してアイデアと資源を交換するため、Cantine Cooperative Riunite協同組合として集まった。協同組合は1967年に当時のアメリカ合衆国のテイストに適合した、アマービレな風味のランブルスコを輸出し、アメリカ合衆国の輸出市場で成功を収めた。
1973年、リュニティのワインは、アメリカ合衆国で最も売上げの多い輸入ワインとなった。その大きな要因は、キャッチ―な宣伝で、家庭にも浸透したことである。売上げは1985年に1150万ケースのピークに達した。最近の販売数量は落ち着いており、2001年には177万ケースで底を打ったが、現在では、かつてほどではないとしてもテレビでの広告が復活している。2006年、瓶とラベルのデザインが刷新され、2009年8月には、VB Imports社が"Reinvent Riunite"キャンペーンを開始し、全盛期の有名なキャンペーンを基にしたCMを作成するよう視聴者に呼びかけた。
より甘いワインの人気が高まったことを受けて、2012年にRiunite Sweet RedとRiunite Sweet Whiteの2つの新しい商品が導入され、デジタル広告を得意とする広告代理店のModea社によって、"Just Chill"をスローガンとする若い女性向けの広告キャンペーンが企画された。
2015年にはラベルのデザインが変わり、広告やウェブサイトも刷新された。2015年には、サンディエゴで開催されたInternational Wine Competition and the Winemaker Challengeで金メダルを受賞した。